# 아르눌푸스 카린티아이
아르눌푸스 카린티아이(라틴어: Arnulphus Carintiae, 독일어: Arnulf von Kärnten 아르눌프 폰 케른텐[*], 슬로베니아어: Arnulf Koroški 아르눌프 코로슈키: 850년 - 899년 12월 8일)는 동프랑크의 군주로 카를 대제의 4대손이다. 887년부터는 동 프랑크의 왕이자 894년부터는 신성 로마 제국 황제위를 놓고 구이도 3세와 람베르토 등과 분쟁하였으며, 896년부터는 바이에른의 레겐스부르크에서 사망할 때까지, 신성 로마 제국 황제였다. 그는 바이에른공 카를만의 서자로 아버지가 죽으면서 케른텐의 공작지위를 물려받았다.
879년 바이에른을 잠시 통치하였고, 880년 아버지 카를만이 죽자 아버지의 영지인 바이에른과 이탈리아의 상속권을 주장했으나 묵살당했다. 이후 카를 3세에 저항하는 반란을 일으켰고, 886년 카를 3세가 노르만족과 마자르족을 뇌물로 매수해서 되돌려보내자 귀족들의 지지를 받고 쿠데타를 일으켜 887년 11월 동프랑크의 국왕으로 즉위하였다. 이후 그는 황제는 아니었지만, 서프랑크와 이탈리아를 상대로 종주권을 주장, 서프랑크의 외드와 라울, 이탈리아의 베렌가르 등을 봉신(封臣)으로 삼기도 했다.
890년대 초 동프랑크를 침략한 슬라브족을 판노니아 평원에서 격퇴하고, 모라바로 진격해 마자르족을 축출하고 모라바로 영토를 확장했다. 891년에는 갈리아 지역에 침략한 바이킹족과 교전, 데일에서 바이킹족을 크게 격퇴하여 승리했고, 로타링기아 내륙에 침입한 바이킹족을 격파했다. 891년 10월 루뱅과 플랑드르에서 바이킹족을 최종적으로 격파하여 국경 밖으로 몰아냈다. 892년 7월에는 프랑크족과 알레만니족으로 구성된 바이에른 부대를 이끌고 모라바를 정벌했다. 그러나 모라바를 정벌하는 과정에서 아르눌프가 불러들인 마자르족은 그의 생애 후반과 사후 동프랑크 왕국의 국경, 변방을 약탈하는 골칫거리가 된다.
893년부터는 구이도와 람베르트의 지배로부터 로마를 해방시켜 달라는 교황 포르모소의 요청으로 츠벤티볼트, 라울, 프리울리의 베렝가르 등을 거느리고 이탈리아를 원정, 스폴레토공작가와 교전하였다. 896년 2월 22일 이탈리아 밀라노로 입성, 람베르토 2세를 폐위시키고 신성 로마 제국 황제의 위에 올랐다. 만년에는 중풍과 뇌졸중 등 병마에 시달려 이탈리아 문제에 더 이상 개입할 수 없었고, 국내 문제와 노르만족의 침입, 로트링겐의 폭동 등의 반란에 직면해야 했다.

## 생애

### 생애 초반

#### 출생과 젊은 시절
아르눌프는 850년 루트비히 독일인의 장남인 바이에른 공작 카를로만의 서자로 태어났으며, 독일인 왕 루트비히 2세의 손자였다. 그러나 아르눌프의 어머니는 오스트리아 케른텐(Carantania) 출신의 리트빈데로 정식결혼 관계는 아니었다. 리트빈데는 바이에른의 백작 에르네스트(Ernst, 879년 8월 사망)의 여동생이었는데, 861년 아버지 카를로만은 다시 같은 이름을 가진, 바이에른 백작 에르네스트의 딸 리트빈데와 결혼하였다. 일설에 의하면 그의 어머니는 에르네스트의 여동생이 아니라 이때 결혼한 에르네스트의 딸이 그의 생모라는 설도 있다. 리트빈데의 아버지는 노스가우의 변경백을 지낸 에르네스트이고 어머니는 프로멘 출신 프레데부르가(Fredeburga)였다. 바이에른 공작 카를로만의 정비 이르멘트루드에게는 자식이 없었고, 정부였던 리트빈데는 아르눌프와 헤드비가(Hedwiga, 854~?) 남매를 낳아 주었다. 아버지 카를로만은 861년을 전후한 무렵 아들 아르눌프를 적자로 올려주고자 이르멘트루드와 이혼하고 리트빈데와 결혼하였다.
일설에 의하면 아버지 카를로만은 그에게 어떤 정통성 또는 신성성을 부여하고자 그의 이름을 카롤링거 왕조의 초기 조상 중 한 사람인 메츠 주교 아르눌프의 이름을 따서 아르눌프라 지었다는 설도 존재한다. 왕실 인사들은 당시 카른부르크에 거주하고 있었지만, 아르눌프는 어린 시절을 어머니의 고향 케른텐의 무스부르크(Moosbrug)에 지은 저택에서 보냈다. 당시 할아버지 루트비히 독일인에 대항해 반란을 일으켰던 아버지 카를로만 3세는 다시 자신의 부왕과 화해하면서 바이에른의 왕이 되어 되돌아갔다. 아르눌프는 카롤링거 왕조 왕족들과 귀족들이 다니던 카롤링기언 카이저팔츠 학교에서 수학하였다. 863년 3월 아르눌프는 아버지 카를로만 3세로부터 케른텐의 변경백에 임명되었다가, 나중에 870년 케른텐 공작위를 넘겨받았다. 아르눌프는 어려서 간질에 시달리기도 했다.
후일 아르눌프는 동프랑크의 왕이 된 뒤 자신의 영지를 다시 케른텐 공작령과 바이에른 공작령으로 설정하고, 귀족을 파견하여 공작으로 봉하였다. 876년의 어느 시점에 판노니아 공국의 슬라브족 출신 공작 코셀(Kocel)이 사망하자 그는 판노니아 공작직을 부여받았다.

#### 케른텐과 바이에른 공작 시절

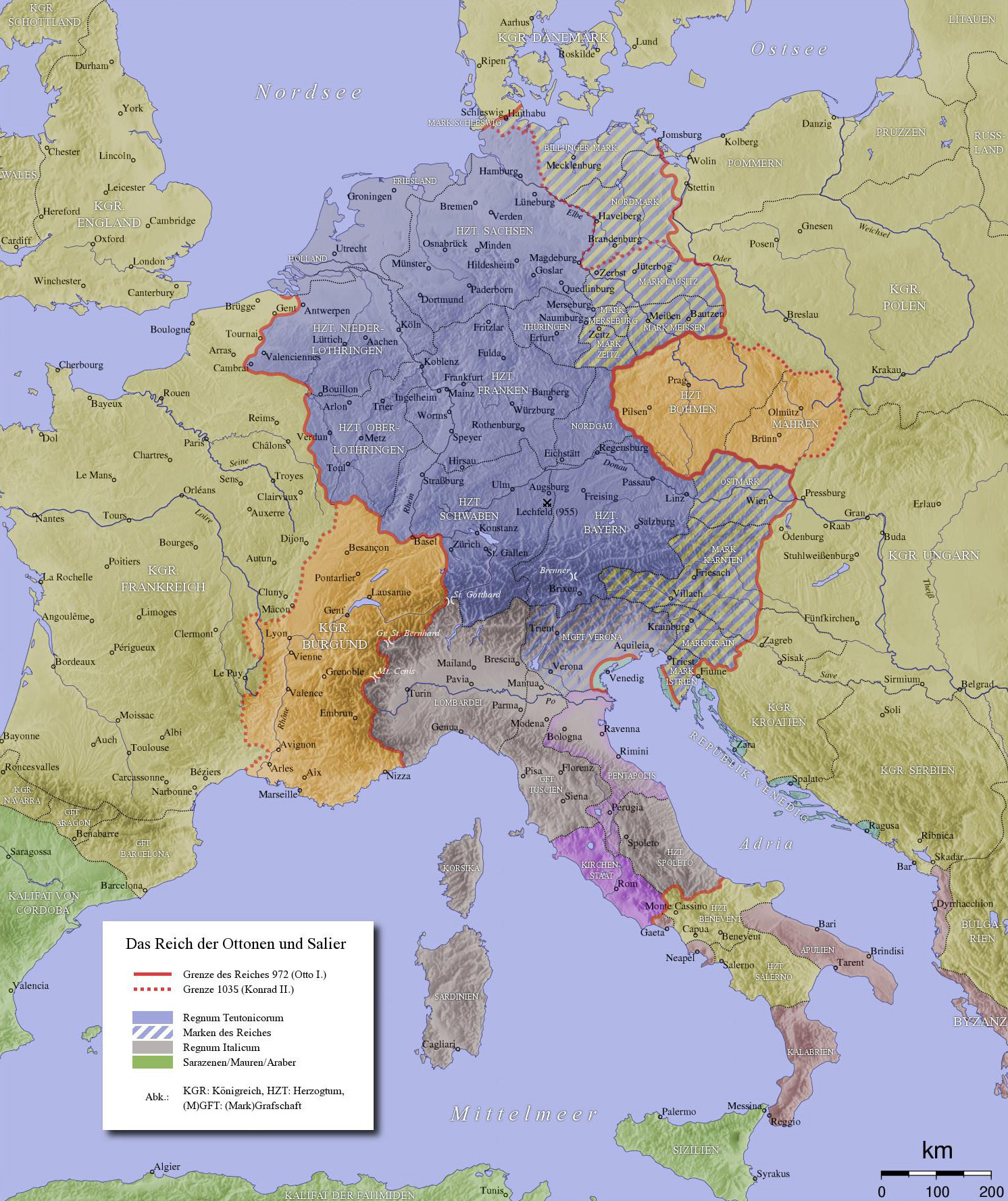
케른텐 변경령
(서남쪽의 줄무늬 형태의 영토)

876년 8월 할아버지 독일인 루트비히의 죽음으로 아버지 카를로만이 바이에른 분봉왕에서 바이에른 왕으로 승격되면서, 아르눌프는 카른부르크(Karnburg)에 체류하며 케른텐을 통치하였다. 879년 말 아버지 카를로만이 뇌졸중으로 쓰러져 무력해지자, 바이에른은 루트비히 3세 청년에게, 이탈리아는 카를 3세에게 넘겨주었다. 그러나 879년 여름과 가을, 그는 루트비히 청년왕에게 바이에른을 위탁받아 현지에서 어느 정도 정치적 영향력을 행사하였다. 그해 그는 직접 판노니아를 공략하기도 했다. 879년 그는 바이에른에서 영향력을 행사하기 시작했다. 한편 879년부터 그는 케른텐 공작과 판노니아 변경백의 지위를 유지했다.
880년 초 아르눌프는 대모라바 왕국에 프랑크족 가톨릭 선교사 니트라(Nitra)를 파견하였다.
880년 아버지 카를로만은 바이에른과 이탈리아의 통치권을 동생 카를 3세에게 넘겼다. 이미 성인이었던 아르눌프는 이에 반발했지만 그는 사생아였고, 그의 권리는 묵살되었다. 이후 그는 계속 바이에른과 이탈리아의 권리를 주장했지만 카를 3세와 루트비히 청년왕의 방해로 실패했다. 그는 케른텐으로 돌아가 계속 장정들을 모아 사병을 양성하였다. 882년 삼촌 카를 3세는 그를 바이에른 공작에 임명하였다. 그러나 882년에 일어난 반란에서 그는 판노니아 후작 엔겔샬크 2세와 판노니아, 모라비아인 등의 반란을 도왔는데, 이 때문에 삼촌인 신성로마제국 황제 뚱보왕 카를 3세와 반목하게 되었다. 판노니아 후작 엔겔샬크 2세와 그의 동생 아리보는 아르눌프의 측근이 되었고, 아르눌프가 황제 카를 3세를 대상으로 한 빌헬마이너 전쟁에서 아르눌프를 적극 후원하였다. 아르눌프는 885년 무렵까지 모라바의 공작 스바토풀크와도 갈등관계에 있었다. 스바토풀크는 황제 카를 3세의 사람이었다.
작센 출신 또는 콘라디안의 오다와 결혼했다가, 다시 프랑스의 파리 백작 외드의 딸 파리의 오다와 재혼하였다. 이미 그는 첩 빈부르가(Winburge)에게서 츠벤티볼트와 글리스무트 등의 자녀가 있었고, 빈부르가 또는 또다른 첩에게서 사생아 라톨드가 태어났다.
엘리나트(Ellinrat)라는 이름의 여성에게서 같은 이름의 딸과 이름이 전하지 않는 1명의 딸을 더 보았다. 그에게는 최소 3명 이상의 첩이 있었다.

### 동프랑크의 국왕

#### 정변과 즉위

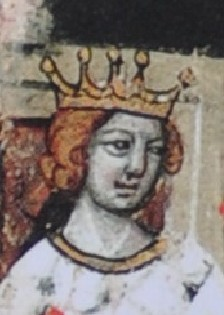
아르눌프

권력에 대한 야심으로 가득 차 있던 그는 아버지의 영지를 주장하는 선에서 떠나 카를의 폐위를 기도한다. 바이에른, 프랑코니아, 작센, 튀링기아, 알레만니 귀족들의 도움으로 카를 비만왕의 정권 전복을 기도한다. 판노니아의 후작 엔켈샬크 2세가 죽자 아르눌프는 엔켈샬크의 손자인 윌리엄 2세와 손잡고 정변을 준비한다. 카를은 당시 간질과 풍질환을 앓고 있었고 그는 이를 틈타 동프랑크 왕국은 물론이고 서프랑크 왕국 귀족들의 지지를 얻어낸다.
887년 11월 라인란트-팔츠의 트레부르(Trebur)에서 군사를 일으켰다. 카를이 바이킹의 침입에 적절한 조치를 못하고 887년 11월 11일 귀족들의 반발을 받고 쫓겨날 때 아르눌프는 군사를 이끌고 아헨으로 쳐들어가 카를의 폐위에 주도적인 역할을 하였는데, 비록 영토의 대부분을 카를이 지배하는 상태였지만 그는 프랑크푸르트에서 동쪽 영토의 왕으로 추대되었다. 아르눌프는 바로 바이에른의 리우트폴트를 바이에른 후작으로 임명하여 자신의 영지를 대신 통치하게 했다. 바이에른의 리우트폴트는 훗날 아르눌프가 사망한 뒤에도 그 아들 루트비히 4세가 어린 나이로 즉위했을 때, 마자르족과의 전쟁을 수행하기도 했다.
아르눌프는 이탈리아의 왕이 된 프리울리 후작 베렝가리오 1세를 비롯한 이브레아, 프리울리, 밀라노 등의 귀족들, 서프랑크의 유력자인 파리 백작 외드, 부르고뉴의 루돌프 등의 지지를 얻어내 887년 11월 정변을 감행한다. 카를은 슈바벤으로 물러났고, 슈바벤의 몇 채의 저택만을 요구했다. 아르눌프는 이를 허락하였다. 아르눌프는 887년 11월 안에 동프랑크 왕국의 동부에 있던 슬라브족 귀족들만을 티부르로 소집하여 의회를 개최, 티부르 의회에서의 형식적인 선거를 통해 동프랑크의 국왕으로 선출되었다. 아르눌프는 백작 엔길데오(Engildeo)와 케른텐과 판노니아의 백작 리우트폴트를 재상으로 임명하여 자신의 대리인으로서 부재시 궁정에 국내 정치를 통솔하게 했다.
그는 파리 백작 오도, 이탈리아 왕으로 선출된 프리울리 후작 베렝가리오, 부르고뉴의 라울 등과 손잡았고, 프랑스 국왕이 된 파리 백 외드, 이탈리아 왕으로 선출된 프리울리 후작 베렝가리오, 부르고뉴의 라울 등을 봉신으로 삼았다. 이어 아르눌프는 이들에게 이탈리아의 군주 자리와 서프랑크의 왕 자리를 약속했다. 888년 1월 아르눌프는 외드의 서프랑크 국왕 즉위를 승인했고, 베렝가리오의 이탈리아 국왕 즉위 역시 승인하였다. 뚱보왕 카를 3세가 죽자 아르눌프는 서프랑크 왕국으로 진출할 목적으로, 자신의 서자 츠벤티볼트를 로트링겐으로 파견하여 로트링겐을 통치하게 했다. 2월 아르눌프는 교황청에 이탈리아 내의 자신의 영지 일부를 기부하였다.
889년 초 아르눌프는 맹인왕 루트비히의 프로방스, 부르군트 통치권을 승인하였다. 이는 맹인왕 루트비히의 어머니 이르멘트루드의 호소에 의한 것으로, 이르멘트루드는 889년 5월 아르눌프를 만나러 이탈리아에서 포르흐하임(Forchheim)과 레겐스부르크를 직접 찾아왔다.

#### 이민족과의 전쟁, 정복 활동

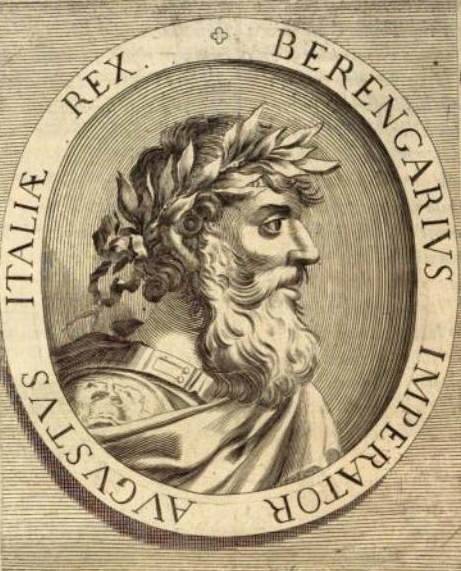
친척이자 그의 봉신이었던 베렌가리오 1세

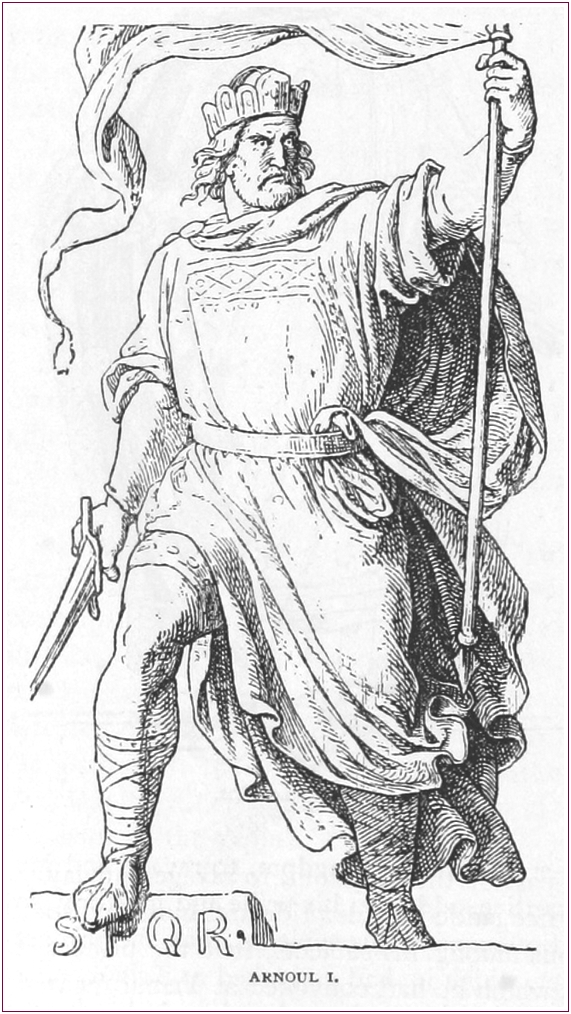
아르눌프

아르눌프는 880년 초부터 네덜란드를 공략하려고 니더작센과 브레멘 일대의 해안가를 노략질하는 노르만족을 888년 말 직접 군사를 이끌고 가 모조리 격퇴, 궤멸시켰다. 아르눌프는 사로잡힌 포로들은 강제로 그리스도교로 개종시켰다. 바이킹족의 사상자가 많이 발생하자, 바이킹족의 북독일지역 해안가 노략질은 한동안 뜸해졌다.
889년 1월 베렝가리오가 스폴레토 공작 구이도에게 이탈리아 왕위를 축출당하는 일이 일어나자 베렝가르와 교황 스테파노 5세가 아르눌프에게 도움을 요청하였다. 그러나 아르눌프는 당시 동프랑크 왕국 영토 동남부 대모라바 왕국과 영토 동부 국경 밖에 자리잡은 슬라브족을 상대로 원정중이어서 도움을 줄 수 없었기 때문에 결국 이탈리아의 중부 이하 지역은 스폴레토의 구이도 3세가 차지했다. 891년 2월에 귀도가 황제로 즉위하였다. 891년 6월 아르눌프는 북쪽으로 진군해 로이벤 전투에 참전, 브뤼셀 북쪽의 딜라 강에서 노르만족의 침입에 맞서 대승을 거두고 그 지역의 변경을 튼튼히하였다.
889년 5월 말 아르눌프 폰 케른텐은 포르크하임(Forchheim)에서 제국의 정무를 자문하는 회의를 개최하였다. 여기서 아르눌프는 자신의 두 아들 츠벤티볼트(Zwentibold)와 라톨드(Ratold)를 자신의 후계자로 인정받기를 원했다. 그러나 그의 요청은 프랑코니아와 바이에른 귀족들의 동의를 얻지 못했다.
890년 친히 군사를 이끌고 왕국의 동부를 침입한 슬라브족을 판노니아 평원에서 크게 격퇴하여 물리쳤다. 이어 모라바로 진격해 마자르족을 축출하고 모라바로 영토를 확장했다. 이때 바이킹의 일파가 로타링기아를 침략하자 아르눌프는 동프랑크 군을 보내 바이킹과 싸웠고, 모라바에서 승리한 뒤 바로 로타링기아로 가서 바이킹을 최종 격파한다. 891년에는 친히 군사를 이끌고 갈리아 지역으로 침략한 바이킹족과 교전, 루벵 근처 데일에서 바이킹족을 크게 격퇴하여 승리했고, 로타링기아 내륙까지 침입한 바이킹족을 크게 격파하고 연이어 승리를 거뒀다. 이어 891년 6월 루뱅과 플랑드르에서 바이킹족을 최종적으로 격파하여 국경 밖으로 몰아냈다. 그밖에 바이킹이 독일 북부 해안가로 쳐들어오려 하자, 군사를 해안가에 매복한 뒤 물안개가 끼인 틈을 타 대량의 화살을 날려 패퇴시켰다.
890년부터 아르눌프는 모라비아에 사람을 보내 염탐하게 했다. 그는 모라비아가 하나로 통합되는 것을 막기 위해 프랑크인 주교 니트라의 위칭(Wiching)에게 군사와 사제들을 딸려 보내 모라비아를 염탐하게 하는 한편, 당시 모라비아에 포교 중이던 동방 정교회 사제인 메소디우스(Saints Cyril and Methodius)의 정교회 선교 활동을 방해하게 했다. 작전에 성공한 공로로 아르눌프는 가톨릭 성직자인 위칭에게 한때 내각 수상직을 임명한다. 이때 아르눌프는 모라비아의 스바토풀크와 교섭하는 한편, 스바도풀크의 정치, 군사에 대한 비밀들을 캐냈다. 그는 후일 모라비아를 공략할 때 이때 얻은 정보들을 이용했다.
891년 하순 데인족이 로트링겐을 침략, 마인스크리트에서 동프랑크 왕국의 군대를 궤멸시켰다. 그러나 891년 9월의 루벤의 전투(Battle of Leuven)에서 바이킹족의 침략을 최종 격퇴시켰다. 그러나 전투에서 죽은 노르만족 병사들의 시체가 강의 흐름을 막는 것을 본 아르눌프는 승리가 확실시되자 마자, 강줄기 옆으로 새로운 물길을 파서 강의 흐름을 유지시켰다. 동시에 아르눌프는 데일레 강(Dijle)에 있는 섬에 새로운 성을 건설하기도 했다. 892년 7월에는 프랑크족과 알레만니족으로 구성된 바이에른 부대를 이끌고 모라바를 정벌했다.

#### 헝가리와의 동맹
892년 아르파드(Arpad)의 지휘 아래 헝가리는 동프랑크 왕국의 아르눌프와 연맹을 맺고 모라바의 왕 스바토풀크에 대항했다. 그러나 스바토풀크는 아르눌프의 봉신이자 동맹자이기도 했다. 아르눌프는 모라바인들을 경계했고, 모라바인 지도자 중에서 그에게 충실하게 협조하는 스바토풀크를 내심 경계하면서도 일종의 정치적 동맹자로 여기기도 했다.
893년 모라바의 왕 스바토풀크를 직접 만나 교섭하였다. 그해 로마의 교황이 된 포르모소가 사람을 보내 아르눌프에게 황제직을 제의하자, 아르눌프는 황제관과 이탈리아 문제로 관심사가 분산되면서 더 이상 헝가리, 모라비아 등의 문제에 깊이 개입할 수 없게 되었다.
894년 헝가리인들은 다시 판노니아와 모라바로 쳐들어갔다. 895년 불가리아인들에게 패하고, 스텝 지역에서는 페체네그족의 압박을 받게 되자, 헝가리인들은 아르파드의 지휘 아래 판노니아 지역에 정착했다.

#### 종주권 문제
비만왕 카를 3세가 사망한 후, 혹시 모를 서프랑크 왕국의 로타링기아의 영유권을 주장할 것에 대비하여 서프랑크 왕국에 대한 동프랑크의 우선권을 선언했다. 뒤에 그는 자신의 서자 츠벤티볼트를 로타링기아의 왕으로 임명한다.
893년 1월 28일 외드가 폐위되고 단순왕 샤를을 추대하자, 그해 2월 아르눌프는 일단 그의 즉위를 승인했다. 샤를 3세가 13세의 나이로 서프랑크의 왕에 즉위하자 아르눌프는 나이가 어린 소년이 나라를 통치하는 것이 가능한가 여부를 묻고는, 내전을 끝내기 위해 외드와 샤를을 보름스로 오도록 지시했다. 동시에 외드와 단순왕 샤를의 갈등을 이용, 894년초 일부 장군들에게 군사를 딸려보내 서프랑크와 접경지역의 영지를 빼았았다. 895년 5월 외드는 보름스로 와 자신의 서프랑크 왕국의 왕위를 주장했다. 그러나 단순왕 샤를은 자신의 고문의 의견을 받아들여 아르눌프의 출석 요구를 거부하고, 보름스로 오지 않았다. 대신 단순왕 샤를은 대리인을 보름스로 보냈다. 그해 외드는 수행원들과 많은 선물을 들고 보름스로 다시 왔다. 샤를이 자신의 명령을 거역한데 크게 화가 난 아르눌프는 외드를 지지하였으며, 외드를 서프랑크의 왕으로 승인하였다. 동시에 서자 츠벤티볼트에게 로트링겐의 왕위를 넘기고 직접 통치하게 했다. 아르눌프는 츠벤티볼트에게 서프랑크 왕국을 감시하게 했다.
북쪽의 노르만족이 군사력을 강화시켜 네덜란드로 진출하려고 해안에 자주 침입했으나, 아르눌프는 군사력을 강화하여 이들을 물리쳤다. 893년말부터 894년 사이에 다시 대모라바 왕국의 영토의 일부가 보헤미아 수중으로 들어가자, 895년 아르눌프는 군사를 이끌고 보헤미아를 정벌하고, 보헤미아 공작 보르지보이 1세(Borivoj I)에게 종주권을 확인하고 그를 봉신으로 삼았다. 893년 그는 다시 제국을 완성할 계획을 세웠지만 그의 질병으로 그의 꿈은 좌절되었다.

#### 이탈리아 원정
893년 초, 새로운 교황 포르모소는 귀도와 람베르트에 대항하여 아르눌프에게 이탈리아를 해방시켜주면 로마에서 대관식을 올려줄 것을 제의해왔다. 893년 가을, 교황 포르모소는 레겐스부르크의 제국 의회에 사절단을 파견하여 정식으로 이탈리아 해방을 요청하였다. 바로 아르눌프는 아들 츠벤티볼트를 보내 프리울리의 베렝가리오와 공동으로 그들의 군사를 격퇴했으며, 바바리안 용병들을 고용하여 그들을 지원하게 했다. 이듬해에는 아르눌프 자신이 직접 알프스를 넘어 이탈리아로 진군해 순식간에 밀라노와 파비아를 정복하고 남쪽으로 계속 진군해 귀도를 공격했지만 내부의 반란으로 퇴각했다. 이때 서 프랑크 왕국에서는 외드가 폐위되고 단순왕 샤를이 왕에 즉위했는데 아르눌프는 외드를 지지하였고, 츠벤티볼트를 로타링기아왕위에 앉혔다. 894년 1월 베르가모를 함락시켰다.
894년 교황 포르모소는 스폴레토 공작가의 무단통치를 비판하며 그에게 도움을 요청했다. 그 뒤 스폴레토의 구이도가 죽자 교황 포르모소는 아르눌프에게 다시 한번 이탈리아에 있는 자신을 구원할 것을 호소했다. 아르눌프는 바로 이탈리아 원정을 감행한다. 그러나 원정 이후 아르눌푸스는 잦은 병치레에 시달리다가 죽게 된다. 894년 그는 파비아에서 이탈리아의 왕으로 즉위하였다. 그해 가을 스폴레토의 구이도는 병사했지만, 아르눌프 역시 열병에 걸려 고생했다. 아르눌프 군이 북부 알프스를 넘었을 때 그의 봉신을 자처하던 부르고뉴의 라울이 공격해왔는데, 분노한 아르눌프는 후에 자신을 종군하였던 서자 츠벤티볼트를 보내 부르고뉴를 약탈하게 했다. 아르눌프는 알프스를 넘어 로마에 도착했고, 교황과 사이가 좋지 않았던 람베르트(Lambert II of Spoleto)를 격파했다. 람베르트와 그의 어머니 안겔트루드는 성소에 수감되었고, 아르눌프는 교황 포르모소와 면담하기 위해 로마에 선발대를 보냈다. 아르눌프가 보낸 선발대는 베르가모와 밀라노를 점령하여 아르눌프 일행은 손쉽게 로마까지 왔다. 당시 교황 포르모소는 산탄젤로 성(Castel Sant'Angelo)에 감금되어 있었고 이탈리아는 람베르토 2세와 그의 모후 안젤트루드(Ageltrude)가 다스리고 있었다. 그러나 아르눌프 군이 되돌아간 뒤 포르모소는 다시 산탄젤로 성에 고립되고 만다.

#### 로트링겐 관리 및 내정 문제

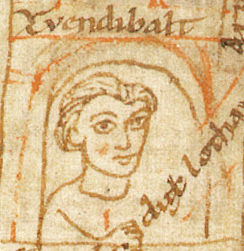
서자 츠벤티볼트, 작자 미상, 13세기 작, 카롤링거 왕가 가계도

894년 아르눌프는 자신의 서자 츠벤티볼트에게 로타링기아를 넘겨주었지만 이듬해 5월 11일에 로트링겐으로 가서 즉위했다. 아르눌프는 자신에 대한 로타링기아 귀족들의 저항이 계속되자 자신을 대신하여 츠벤티볼트를 로타링기아의 국왕 자리를 넘겼다. 그러나 로타링기아의 귀족들은 여전히 츠벤티볼트를 거부하였다. 아르눌프는 반항적인 귀족들로부터 자신의 서자를 보호하기 위해 4년간 관리하게 된다. 그러나 아르눌프가 죽자마자 로트링겐의 귀족들은 폭동을 일으켜 츠벤티볼트를 살해하고 만다.
이탈리아 원정을 하는 중에 아르눌프는 동프랑크 왕국내의 교회간 분쟁을 중재해야 했다. 브레멘, 함부르크와 쾰른의 주교구 중 브레멘과 함부르크가 연합 주교구를 독자적으로 결성하려 하자 쾰른의 주교구에서 이에 반발한 것이었다. 895년 아르눌프는 외드와 단순왕 샤를 3세를 895년 5월까지 다시 소환하지만 단순왕 샤를 3세는 독일 소환을 거부했고, 그해 5월 외드만이 도착했다. 한편 외드는 많은 선물과 향신료를 조공으로 들고 보름스에 나타났다. 아르눌프는 898년 외드가 사망할 때까지 계속 외드를 지지하였다. 895년 9월 교황 포르모소는 비밀리에 사자를 보내 아르눌프에게 원조를 간청했고, 10월 아르눌프는 두번째 이탈리아 원정을 감행한다.

### 신성로마제국 황제

#### 황제 즉위

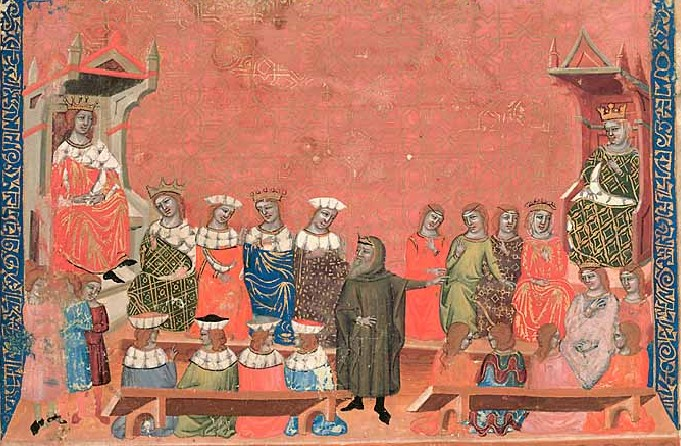
아르눌프 (왼쪽 끝에 앉은 이)과 오타(오른쪽 끝에 앉은 이), 수사로 위장한 모라바대공 스바도풀크 1세가 있다.

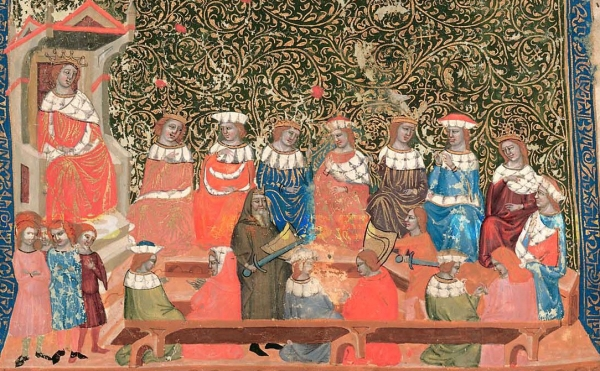
아르눌프와 봉신들이 그려진 양탄자, 수사로 위장한 모라바대공 스바도풀크 1세가 있다.

894년 스폴레토의 귀도 3세가 죽자, 교황 포르모소는 아르눌프에게 다시 한번 이탈리아를 공략하여 교황령을 해방시켜줄 것을 촉구했다. 895년 9월 포르모소는 편지를 보내 도움을 요청했고, 9월초 아르눌프는 거병하여 이탈리아에 다시 개입하였다. 895년 10월 재빨리 이탈리아 북부를 손에 넣고, 같은 달 알프스산맥을 넘어 이탈리아에 도착했다. 그는 빠르게 알프스산맥을 넘어 파비아에 도착했으며, 서서히 토스카 지역까지 진군했다. 밀라노 백작 마기눌프, 파비아 백작 발트프레드 등이 합류했고, 토스카나 후작 아달베르토 2세는 람베르토 2세를 포기했다. 이때 아르눌프와 그의 군사들은 추위와 눈보라 등 악천후와 감기, 폐질환 질병에 시달렸고, 일부 병사들이 아사, 동사, 감기환자 등이 속출했다. 출정 전, 프리울리 후작 베렝가리오가 병력 지원과 군량 조달을 약속했지만 갑작스러운 기후악화로 베렝가리오의 군량, 물자 지원을 받지 못한 상태에서 겨우 로마에 도착했다. 토스카니에 도착하자 밀라노 후작 마기눌프(Maginulf)와 파비아 후작 발트프레드(Waltfred)가 그를 도왔다. 토스카니 후작 아달베르토 2세(Adalbert II)도 결국 람베르트를 포기하고 그의 편에 합류하였다.
896년 2월 21일 교황 포르모소에 의해 로마 시내가 열리면서 아르눌프의 군사는 로마시 주변을 점령하고, 아르눌프는 로마 시 원로원의 호위하에 로마에 입성하였다. 2월 22일 교황 포르모소에의 의해 기름 부음을 받고, 아우구스투스의 칭호를 받은 뒤 신성로마제국 황제의 대관식을 치렀다. 성 바오로의 대성당에서 기름부음 의식과 대관식을 치른 뒤 한동안 로마에 머물렀다. 잠시 로마에 머물던 아르눌프는 람베르트를 분쇄하기 위해 스폴레토 공격을 계획하고, 계속 남부 이탈리아로 가던중 갑자기 중풍에 걸려 896년 5월 독일로 철수했다. 그해 교황 포르모소가 죽자 다시 람베르트 2세가 실권을 잡았다. 이때 아르눌프를 지지하던 로마 시 원로원 의원 콘스탄틴과 스테파누스는 바이에른으로 망명했다.
한편 889년부터 아르눌프는 자신에게 적자가 태어나지 않을 것을 예상, 프랑크 왕국의 귀족들에게 츠벤티볼트와 라톨드가 자신의 정당한 상속인임을 인정하라고 꾸준히 설득했다. 그것으로 안심이 되지 않았던 아르눌프는 서자 츠벤티볼트를 동프랑크의 유력 귀족의 하나인 작센 공작인 광휘공 오토의 딸 오다를 로타링기아에서 직접 결혼시킨다.

#### 병마와 퇴각
그러나 풍토병과 간질, 뇌졸중 등의 병마에 시달리던 그는 라둘프와 베렌가르를 대리인으로 지목하고, 897년 초 이탈리아를 떠나야 했다. 전쟁을 마치고 바이에른으로 되돌아온 아르눌프는 뇌졸중으로 한동안 통증을 겪었다. 뇌졸중 외에도 눈꺼풀에 사면발이에 의한 가려움증을 앓게 되었다. 그런데 아르눌프에게 패하고 교황이 폐위를 선언했는데도 불구하고 람베르트는 승복하지 않고 계속 자신이 신성 로마 제국의 적법한 황제임을 주장했다. 아르눌프는 아들 라톨드를 이탈리아의 왕에 임명하고 파비아에 남겨두었으나 람베르트 일파의 공격으로 도주하고 만다. 람베르트는 896년 2월에 자신의 폐위를 주도한 교황 포르모소가 죽자, 그 반대파였던 교황 스테파노 6세와 함께 그의 무덤에서 시신을 꺼내 교황의 옷을 입히고 재판, 포르모소의 교황 즉위식과 법령 자체를 무효화시키고 부관참시하기도 한다. 896년 4월 교황 포르모소가 죽자 라톨드와 베렝가리오 1세는 도주했고, 람베르토는 마기눌프를 비롯, 아르눌프가 임명했던 궁재 및 그에게 협력한 귀족들을 살해했다. 아르눌프는 바로 군대를 보내 람베르트 일파와 전쟁을 한다.
896년 4월 베렝가리오 1세는 람베르토 2세와 손잡고, 이탈리아를 나눠갖기로 하고 라톨드를 죽이려 했다. 라톨드는 다시 바이에른으로 도주하였다. 896년 5월 22일 교황 스테파노 6세가 즉위하자, 로마에 남아있던 아르눌프의 지지자들과 대리인들은 스테파노의 즉위를 반대했지만 막지 못했다. 교황 스테파노 6세는 처음에는 아르눌프의 지지를 선언했다가 곧 철회, 다시 람베르토 2세 지지로 돌아섰다.
896년 8월 그는 병중에 포르츠하임에서 귀족들을 소집하였다. 이때 갑작스러운 사고로 건물 발코니가 붕괴하기도 했다. 896년 11월에는 동로마 제국의 황제 레오 6세가 보낸 사신들을 병석에서 영접했다.
개인적으로 아르눌프는 이탈리아 북부지역까지 정치적 영향력을 행사하였다. 아르눌프는 자신의 서자 중 한명인 라톨드를 이탈리아 왕에 봉해 이탈리아 북부 파비아로 보내기도 했다. 이는 밀라노까지 획득하기 위한 시도였다. 그러나 그 후 아르눌프는 계속해서 병에 시달렸는데의 소문에는 아르눌프가 반대파에 의해 중독되었다는 소문이 있었고, 교황은 수시로 아르눌프에게 개입을 요청했지만 그 이후에 아르눌프는 더 이상 교황령과 이탈리아에 대한 영향력을 행사하지 못했다. 모라비아와 마자르 족도 수시로 동프랑크의 영토를 습격하였다. 898년 1월 서프랑크의 왕으로 즉위한 샤를 3세가 로트링겐의 영유권을 주장하며 로렌의 변경을 공략, 이어 츠벤티볼트에게 퇴위를 강요했지만 역시 속수무책으로 당하고 말았다. 동시에 로트링겐에서도 아르눌프 생전에 이미 츠벤티볼트에 대한 반란이 일어났지만, 그는 개입하지 못했다.
898년 10월 15일 람베르토 2세가 밀라노 남부 피덴차 근처에서 사냥하던 도중 마기눌프의 아들 우고의 사주를 받은 인물에게 암살당했지만, 오랫동안 뇌졸중과 간질, 중풍, 사면발이에 의한 눈 피부병 등에 시달렸던 아르눌프는 끝내 이탈리아 문제에 간여할 수가 없었다.

### 혼란과 최후

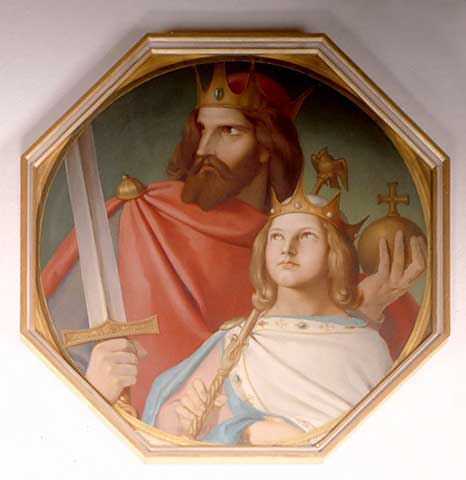
아르눌프와 그의 아들 유아왕 루트비히, 요한네스 야고보 융 작품 (독일, 19세기 초)

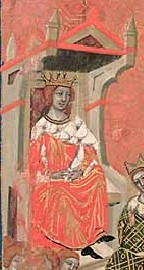
아르눌프, 13세기 그림

889년부터 그는 포르트하임에서 귀족들을 소집, 자신의 두 아들 츠벤티볼트와 라톨드가 자신의 계승자임을 주장했지만 그의 설득은 소용없었다. 결국 아르눌프는 바이에른의 실력자 귀족들을 면담했는데, 풀다에 의하면 귀족들은 오직 아르눌프에게 왕비에게서 적자녀가 태어나지 않았을 때에만 적용할 것을 요구하고, 그에게 서명하게 했다. 그런데 유아왕 루트비히 4세가 태어났고, 894년 6월을 전후해서 츠벤티볼트를 동프랑크 왕국의 공동 국왕으로 임명하려던 계획은 실패로 돌아가고 만다.
이탈리아에서 과로로 얻은 병과 폐질환, 지병인 간질 등의 증세로 계속해서 병고에 시달려 자리에 노운 아르눌프의 생애 말년 3년 동안 내우외환에 시달렸다. 896년에는 눈꺼풀에 사면발이에 물려서 피부질환을 겪었다. 황제권은 불안정한 가운데 모라바인들과 헝가리인들이 독일에 침입했고, 로트링겐에서는 츠벤티볼트에 대항한 반란, 폭동이 수시로 일어났으며, 이탈리아의 정치적 영향력을 잃었고, 서프랑크(프랑스)는 그의 영향력에서 벗어나게 됐다. 또한 해적들은 수시로 왕국의 남부 해안가에 출몰, 약탈을 감행해 그를 괴롭혔다. 동프랑크 왕국 내부에서도 귀족들 간의 권력투쟁은 심화되었다. 아르눌프는 바로 로트링겐에도 군사를 보내 소요 사태를 강경진압했지만 실패하고 만다. 898년에는 서프랑크의 국왕으로 선출된 단순왕 샤를 3세 생쁠이 국경을 넘어 라인강까지 쳐들어왔고, 로타링기아를 지속적으로 침략하였다.
899년 봄, 아르눌프는 반란의 조짐을 보이는 모라바를 통제하기 위해 마자르족의 몇몇 부족을 판노니아로 이주시켜 정착하게 한다. 그러나 이들 마자르족은 아르눌프 사후 동프랑크 왕국 영토 동부지역을 약탈하는 골칫거리가 된다. 그는 중풍과 뇌졸중으로 고생했지만, 스스로 움직이려 노력하여 의사소통과 신체 움직임은 가능했다. 아르눌프는 마자르족과 밀약을 맺고, 정착을 돕는 대신 동프랑크 왕국에 대한 약탈을 중단하고 대신 이탈리아의 베렝가리오 1세를 공격하도록 유도했다.
899년 6월에는 계비 네우스트리아의 오타가 귀족들에 의해 간통죄로 고소당하여 레겐스부르크(Regensburg)의 법정에 소환되었다. 아르눌프는 자신의 아들 루트비히를 사생아로 만들려는 음모로 해석, 자문관을 보내 오타를 돕게 했다. 법정에서 오타 황후는 열렬히 무죄를 주장했고, 참석한 귀족들 증 72인의 귀족이 그녀의 편을 들어주어 최종적으로 무죄판결을 받아낼 수 있었다. 그러나 몇주 뒤 아르눌프는 중풍과 뇌졸중으로 다시 쓰러졌고, 병세가 심각해지자 바이에른 성으로 내려가 요양하였다. 이때 그가 누군가에 의해 중독되었다는 음모론이 계속 제기되었다. 아르눌프는 899년 12월 8일 바이에른의 레겐스부르크 라티스보른(Ratisbonin)에서 간질과 뇌졸중, 중풍, 폐질환 등의 합병증으로 사망했다. 왕위는 유일한 적자인 유아왕 루트비히가 이었고, 신성 로마 제국 황제위는 프로방스와 부르고뉴의 프로방스의 루이 맹인왕이 계승했다. 이탈리아에서는 그의 친척이자 추종자였던 프리울리의 베렝가르가 왕위를 계승하나 이후 분쟁지역으로 남게 되었다.

### 사후
사후 한동안 아르눌프의 죽음을 두고 누군가에 의한 독살 의혹이 제기되었다. 콘라디안 왕가 출신 오타에게서 얻은 유일한 적자 유아왕 루트비히가 동프랑크 왕국의 왕위를 계승했다. 그러나 한동안 황후 오타가 섭정하였지만 903년 오타 마저도 사망한다. 아르눌프의 시신은 리스본의 성 에메람 대성당(St. Emmeram's Basilica)의 카를로만 3세의 묘 옆에 매장되었다. 에메람 대성당에는 후일 그의 부인인 오타와 아들 유아왕 루트비히도 안장된다. 그의 묘소가 있는 성 에메람 대성당은 순 운트 택시스 공작의 궁전 내에 있다.
그가 죽은 뒤에도 로트링겐의 반란은 계속되었고, 900년 그가 로트링겐 왕위에 앉힌 츠벤티볼트는 결국 로트링겐의 귀족들에 의해 살해된다. 그 뒤 유아왕 루트비히가 로트링겐의 왕위까지 계승했지만 911년 아들이 없이 사망함으로써 그의 직계는 단절된다.

## 가계
- 할아버지 루트비히 2세(독일인 루트비히, 802년 - 876년 8월 28일)
- 할머니 엠마 드 바이에른(Emma von Bavaria, 802년 - 876년 1월 31일)
  - 숙부 청년 루트비히(소 루트비히, 835년 - 880년)
  - 숙부 카를 3세(838 - 888)
- 부왕 : 바이에른공 카를만(Carloman, 828? - 880)
- 모후 : 리트빈데(Liutswind, 891년 이전 사망)
- 처 : 작센 출신 오다(odda)
  - 아들 : 유아왕 루트비히(Ludwig IV the Child, 893년 - 911년)
- 첩 : 파리 출신 오다(odda), 파리 백작 외드의 딸
- 첩 : 빈부르가(Vinburga, ? - 898년 5월 11일), 출신지 미상
  - 서자 : 츠벤티볼트(Zwentibold, 870년 1월 1일 - 900년 8월)
  - 서자부 : 작센의 오타(Oda of Saxony, 874 - 952), 작센 공작 오토의 딸
    - 서손녀 : 베네데타 Benedetta, 888년 - ?), 수녀, 수스터런 수도원 원장 역임
    - 서손녀 : 복녀 세실리아(Cecilia, 889 - ?), 수녀, 수스터런 수도원 원장 역임
    - 서손 : 케른텐의 고드프리(Goffrey de Carinzia)
    - 서손 : 로타링기아의 오토(Otto de Lotaringia, ? - 949년 12월 2일)
    - 서손녀 : 라넬다(Relenda,[7], 900년 - ?)

  - 서녀 : 글리스무트(Glismut, ? - 924년 4월 26일)
  - 사위 : 콘라트 폰 튀링겐, 튀링겐과 프랑켄의 공작(? - 906)
    - 외손 : 콘라두스 1세(Konrad I, 890년 - 918년)

  - 서자 : 라톨드(Ratold, 889년 - 929년)
  - 서자부 : 안더흐의 힐린가르트(Helingarde De Andechs, 880년 - ?), 안더흐의 시기하르트(Sigihard de andechs)의 딸
    - 서손자 : 에베르스부르크 백작 아달베르토 5세(Adalbert V van Ebersberg, 907년 - 970년 9월 11일)
- 첩 : 엘리나타(Ellinrat)
  - 서녀 : 엘리나타(Ellinrata, ? - 914년 5월 23일)
  - 서녀사위 : 엔켈샬크 2세(Engelschalk II, 판노니아 변경 변경백)
  - 서녀 : 이름 미상
- 숙부 : 카를 3세(Charles III the Fat, 838? - 888)

- 외할아버지 에르네스트(Ernst), 노스가우의 변경백
- 외할머니 프레데부르가(Fredeburga), 프로멘의 루트비히(Louis von Frommen)의 딸
  - 외삼촌 케른텐의 에르네스트(Ernst), 바이에른의 백작
- 외외조부 프로멘의 루트비히(Louis von Frommen)

## 신앙 선교 활동

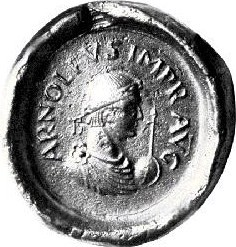
아르눌프 시대의 프랑크 왕국 동전 (896년)

아르눌프는 이동 제단을 만들어, 자신이 이동할 때마다 대동하였다. 그는 자신이 외부에 있어도 기도를 드릴 수 있도록 이동 제단을 설치하였다. 그는 독실한 그리스도교 신앙인이었지만 마자르족을 끌어들이거나 이들을 제대로 막지 못했으므로, 후에 가톨릭 성직자, 신학자들 중에는 그를 배교자로 취급하는 이들도 나타났다.
880년 초 아르눌프는 자신이 정복한 모라바를 신앙 전교를 통한 위대한 모라바(Great Moravia)로 만들기로 계획한다. 그는 바바리안 야만족을 신앙을 통해 개화시킬 생각으로 모라바에 선교하러 가는 니타 주교를 적극 지원했다. 동시에 니타 주교의 선교사업에 방해가 되는 모라바 야만인들을 통제하고, 위협에서 니타 주교를 보호하기 위해 각별히 힘을 썼다.

## 기타
그는 전투적인 군인이었지 협상가는 아니라는 평이 있다.

## 같이 보기
- 바이에른공 카를만
- 유아왕 루트비히
- 카를 3세
- 츠벤티볼트
- 베렝가리오 1세

## 참고 자료
- Canduci, Alexander (2010), 《Triumph & Tragedy: The Rise and Fall of Rome's Immortal Emperors》, Pier 9, ISBN 978-1-74196-598-8
- Duckett, Eleanor (1968). Death and Life in the Tenth Century. Ann Arbor: University of Michigan Press.
- Comyn, Robert. History of the Western Empire, from its Restoration by Charlemagne to the Accession of Charles V, Vol. I. 1851
- Bryce, James, The Holy Roman Empire, MacMillan. 1913
- Mann, Horace, K. The Lives of the Popes in the Early Middle Ages, Vol III: The Popes During the Carolingian Empire, 858–891. 1925
- Mann, Horace, K. The Lives of the Popes in the Early Middle Ages, Vol IV: The Popes in the Days of Feudal Anarchy, 891–999. 1925